# Philip D. McCulloch Jr.
Philip Doddridge McCulloch Jr. (ur. 23 czerwca 1851 w Murfreesboro, zm. 26 listopada 1928 w Mariannie) – amerykański polityk, członek Partii Demokratycznej.

## Działalność polityczna
W okresie od 4 marca 1893 do 3 marca 1903 przez pięć kadencji był przedstawicielem 1. okręgu wyborczego w stanie Arkansas w Izbie Reprezentantów Stanów Zjednoczonych.